# Noël Milarew Odingar
Noël Milarew Odingar (* 5. Mai 1932; † 29. April 2007) war ein tschadischer Offizier.

## Leben
Odingar, der dem Volk der Sara angehörte, absolvierte seine Ausbildung an der französischen Militärakademie und wurde 1965 zum Kommandanten der Streitkräfte des Tschads ernannt. Nach der Gründung der Front de Libération Nationale du Tchad (FROLINAT) verlor die tschadische Regierung die Kontrolle über einige Regionen des Landes, wodurch sich die Sicherheitslage im Tschad bis 1968 massiv verschlechterte. Daraufhin forderte Präsident François Tombalbaye Frankreich zur Entsendung von Truppen in den Tschad auf, um die Rebellen zu besiegen. Einzig Odingar und Minister Bangui standen diesem Schritt ablehnend gegenüber. Im Jahre 1975 wurde Odingar zum General und amtierenden Kommandanten der Streitkräfte des Tschad befördert. 
Nachdem Präsident Tombalbaye bei dem Putsch am 13. April 1975 getötet worden war, war Odingar für zwei Tage kommissarisches Staatsoberhaupt, bis er am 15. April 1975 von Félix Malloum, der 1973 inhaftiert worden war, abgelöst wurde.